# Antonio Innocenti
Antonio Innocenti (Poppi, 23 de agosto de 1915 - † Roma, 6 de septiembre de 2008) fue un Cardenal de la Iglesia católica italiano, Doctor en Derecho Canónico y en Teología. Se desempeñó como diplomático de la Santa Sede, Nuncio Apostólico en España y Andorra entre 1980 y 1986.

## Biografía
Nació en la localidad italiana de Poppi, en la diócesis de Fiesole, el 23 de agosto de 1915. Ingresó en el Seminario de Fiesole. Fue ordenado el 17 de julio de 1938, en Florencia y trabajó pastoralmente en Valdamo, Toscana, en 1938. Continuó sus estudios en Roma de 1938 a 1941, primero en la Pontificia Universidad Gregoriana, donde se doctoraría en Derecho Canónico y después en la Pontificia Universidad Lateranense doctorándose en Teología. Posteriormente con la entrada de Italia en la Segunda Guerra Mundial regresó a Fiesole, el lugar donde ejercería su ministerio hasta 1948 siendo miembro de la facultad del seminario y secretario del obispo diocesano. Dos veces convicto por ayudar a las víctimas de la ocupación nazi, fue llevado ante el pelotón de fusilamiento pero liberado en el último minuto. Al finalizar la guerra fundó la Asociación Cristiana de Trabajadores Italianos (ACLI).

### Carrera diplomática
Continuó sus estudios otra vez en Roma desde 1948 en la Pontificia Academia Eclesiástica. Ingresa en 1950 en el cuerpo diplomático de la Santa Sede. Secretario de la delegación apostólica en el Congo Belga y Ruanda-Burundi durante 3 años. Nombrado camarero secreto supernumerario, el 28 de agosto de 1951, fue confirmado, el 28 de octubre de 1958. Auditor de la nunciatura en Suiza, de 1953 a 1960; de la nunciatura en los Países Bajos, de 1960 a 1961; de la nunciatura en Egipto, Siria y Jerusalén, de 1961 a 1962; de la nunciatura en Bélgica, de 1962 a 1964. Prelado doméstico, el 26 de junio de 1963. Consejero de la nunciatura en Francia, de 1964 a 1967.

### Episcopado
Elegido arzobispo titular de Eclano (Æclanum) y nombrado Nuncio en Paraguay, el 15 de diciembre de 1967. Consagrado, el 18 de febrero de 1968, en Florencia por el cardenal Amleto Giovanni Cicognani. Nombrado secretario de la Congregación para la Disciplina de los Sacramentos el 26 de febrero de 1973. Esta congregación fue reorganizada y unida a la Congregación para el Culto Divino dando como resultado la Sagrada Congregación para el Culto Divino y la Disciplina de los Sacramentos, el 11 de julio de 1975. El 4 de octubre de 1980 deja ese cargo al ser nombrado Nuncio en España.

### Cardenalato
Creado cardenal diácono el 25 de mayo de 1985, recibió la birreta roja y la diaconía de Santa María en Aquiro. Nombrado prefecto de la Congregación para el Clero, el 9 de enero de 1986.  Presidente de la Pontificia Comisión para la Conservación del Patrimonio Artístico e Histórico de la Iglesia, el 8 de octubre de 1988.  Renunció a la prefectura y a la presidencia, el 1 de julio de 1991.  Optó por el orden de los cardenales presbíteros y su diaconía fue elevada, pro hac vice, a título, el 29 de enero de 1996. Asistió a la VII y VIII Asambleas Ordinarias del Sínodo de los Obispos, en Ciudad del Vaticano, del 1 al 30 de octubre de 1987 y 30 de septiembre al 28 de octubre de 1990, respectivamente, siendo en esta última uno de los tres presidentes delegados.

## Innocenti y la Tradición Católica
En 1986 fue uno de los cardenales (junto a Ratzinger, Mayer, Oddi, Stickler, Casaroli, Gantin, Palazzini y Tomko) que, a petición de Juan Pablo II, dictaminaron que la misa tridentina no había sido abolida por el novus ordo,[cita requerida] además fue presidente de la Comisión Pontificia Ecclesia Dei desde el 1 de julio de 1991 hasta el 16 de diciembre de 1995, cargo que aceptó renunciando a los dos anteriores como prefecto de la Congregación para el Clero y Presidente de la Pontificia Comisión para la Conservación del Patrimonio Artístico e Histórico de la Iglesia.
A él le tocó iniciar el cambio del episcopado español tras el paso de su antecesor Luigi Dadaglio y la preparación de la primera visita a España de Juan Pablo II.
Tras su muerte, fue enterrado en la capilla familiar del cementerio de Tosi, parte del municipio de Reggello.